# Sonic (álbum)
Sonic es el octavo álbum de la banda madrileña de rock Sex Museum.
Tras un paro de casi cuatro años, en el 2000 vuelven con Sonic, disco que decepciona a sus seguidores más puristas por la incorporación de Marta de secuenciadores, consiguiendo un sonido más actual y con un toque más industrial (que ya habían probado anteriormente en el Festimad '99 en el que se presentaron como Sex Museum 2000).

## Lista de canciones
1. «P.V.C»
(Fernando Pardo/Marta Ruiz/Rusty Conway)
2. «FLYIN' HIGH»
(Marta Rauiz/Fernando Pardo/Pablo Rodas/Miguel Pardo)
3. «WE CAN MOVE»
(Marta Rauiz/Fernando Pardo/Miguel Pardo/Rusty Conway)
4. «I WALK ALONE»
(Fernando Pardo/Miguel Pardo)
5. «EMPTY'S MY SOUL (IN A OCEAN FULL OF PEOPLE)»
(Fernando Pardo/Rusty Conway)
6. «CAN'T STICK AROUND»
(Fernando Pardo/Marta Rauiz/Pablo Rodas/Rusty Conway)
7. «NIGHT MONSTER»
(Marta Rauiz/Fernando Pardo/Pablo Rodas/Miguel Pardo/Rusty Conway)
8. «GOTTA GET AWAY»
(Fernando Pardo/Marta Rauiz)
9. «LET'S GO OUT»
(Marta Rauiz/Fernando Pardo/Pablo Rodas/Rusty Conway)
10. «PILLS»
(Marta Rauiz/Fernando Pardo/Pablo Rodas/Miguel Pardo)
11. «COBRA SONG»
(Marta Rauiz/Fernando Pardo)

## Personal
- Miguel Pardo: voz.
- Fernando Pardo: guitarra y voz.
- Marta Ruiz: órgano Hammond, piano, Groove box 505, 303.
- Pablo Rodas: bajo.
- Kiki Tornado: batería.

### Músicos adicionales
- Nicolas Roca: percusiones en «EMPTY'S MY SOUL».
- Rusty Conway: coros en «PILLS»

### Personal técnico
- Fernando Pardo: producción.
- Sergio Marcos y Juan Barrio: ingeniero de sonido.
- Mezclado:

Sergio Marcos:1,2,3,4,6,7,9,10.
Eugenio Munoz:11.
Fernando Pardo:5 y 8.
- Masterizado en los estudios Abbey Road